# Икалуит
Икалу́ит (англ. Iqaluit, инуктитут ᐃᖃᓗᐃᑦ / iqaluit; до 1987 года Фробишер-Бей, англ. Frobisher Bay) — город на юге острова Баффинова Земля в Канаде, столица территории Нунавут, самой обширной из канадских территорий и провинций. Крупнейший муниципалитет Нунавута.
Икалуит стал столицей Нунавута после разделения Северо-Западных территорий на две разные административные единицы. До этого события Икалуит был маленьким городом, который не был особо известен за пределами Канадской Арктики и самой Канады. Рост населения и экономики города в то время был сильно ограничен из-за изоляции и сильной зависимости от дорогостоящих поставок, потому что город, как и остальная часть Нунавут, не всегда имеет какое-либо транспортное сообщение с остальными провинциями Канады.
Город имеет полярный климат, на который оказывают влияние холодные воды Лабрадорского течения, что делает Икалуит очень холодным местом.
По данным на 2021 год, население города составляло 7429 человек. Икалуит имеет самое маленькое население среди столиц канадских провинций. Жители Икалуита на языке инуктитут называются Iqalummiut (единственное число — Iqalummiuq).

## Происхождение названия
Название города переводится с эскимосского языка инуктитут как «рыбное место». Город носил название Фробишер-Бей (англ. Frobisher Bay) по названию большого залива, на берегу которого он расположен, до 1987 года.

## История
До прибытия белых территория сегодняшнего Икалуита не имела постоянного населения, хотя её регулярно посещали эскимосские охотники и рыбаки — даже само название города переводится с их языка как «рыбное место». 
В 1576 году английский исследователь Мартин Фробишер открыл бухту, на берегу которой теперь расположен Икалуит. Хотя в 1577 и 1578 годах Фробишер побывал здесь с новыми экспедициями, попытки его найти здесь золото окончились неудачей. В связи с суровостью климата новые земли долгое время не вызывали у европейцев интереса с точки зрения колонизации.
В 1942 году, в разгар Битвы за Атлантику, американскими военными по согласованию с правительством Канады была основана авиабаза Фробишер-Бей. Первым постоянным жителем Икалуита был Накасук — инуит, помогавший американцам выбрать подходящий участок с большой плоской поверхностью, подходящей для посадочной полосы. В военное время лётная полоса была известна как Crystal Two и была частью так называемого Багрового маршрута (англ. Crimson Route). Место для авиабазы на языке инуктитут было названо Iqaluit, так как у эскимосов оно долгое время было местом для стоянки и рыбной ловли, но власти Канады и Америки назвали его Фробишер-Бей (англ. Frobisher Bay) по названию залива, на берегу которого оно расположено.
Уже после окончания войны в 1949 году Компания Гудзонова залива, привлечённая созданной военными инфраструктурой, открыла здесь региональную штаб-квартиру. Население Фробишер-Бэя стало быстро увеличиваться во время постройки линии «Дью» — группы радаров раннего предупреждения, входивших в систему NORAD — в середине 1950-х годов. Тысячи строителей и несколько тысяч инуитов прибыли, чтобы получить работу и доступ к медицинской помощи, которые база предоставляла. в 1957 г. 489 из 1200 жителей города были инуитами. В 1959 года в посёлке были открыты школа и поликлиника. Численность инуитов в посёлке быстро росла, так как правительство поощряло постоянное пребывание инуитов в общинах с государственными службами.
В 1963 году американские лётчики покинули Фробишер-Бей, потому что межконтинентальные баллистические ракеты уменьшили значимость арктических баз. Это нанесло сильный удар по местной экономике. Тем не менее, посёлок оставался административным и транспортным центром восточной части Канадской Арктики.
В 1964 г. были проведены первые выборы совета посёлка, а 1979 году — выборы первого мэра. В начале 1970-х годов был открыт Образовательный центр им. Гордона Робертсона (англ. Gordon Robertson Educational Centre), который сейчас называется «Инуксук», после чего правительство подтвердило то, что Икалуит — административный центр, так как когда образовательный центр был основан, он был единственным местом для обучения детей в области, занимавшей 1/7 всей территории Канады. 
1 января 1987 года название поселения было официально изменено с Фробишер-Бей на Икалуит, что означает «рыбное место» на языке инуктитут, так как инуитское население города всегда использовало это название (хотя в течение нескольких лет после 1987 года в некоторых документах город всё ещё писался как Фробишер-Бэй). 
Икалуит выбран столицей новой автономной территории инуитов, называемой Нунавут. Этот выбор был осуществлён в ходе референдума, проходившего на всей территории. Статус вступил в силу 1 апреля 1999 года. 19 апреля 2001 года Икалуиту был присвоен статус города.

## География и климат
Город располагается на юго-востоке острова Баффинова Земля, на берегу Северного Ледовитого океана между бухтой Фробишера и горами Эверет, в зоне вечной мерзлоты.
Икалуит имеет тундровый климат, типичный для арктического региона. Икалуит находится почти на 1° южнее Архангельска, но из-за холодного Лабрадорского течения климат переходный от субарктического к арктическому (по классификации Кёппена — арктический климат (индекс ET), по классификации Алисова — субарктический), очень суровый, сравнимый с климатом города Певек, расположенного в Чукотском автономном округе и на 6° севернее. Зима длинная и морозная, климатическое лето отсутствует — для роста деревьев тепла недостаточно (хотя здесь всё же растут кустарники, которые в этих местах могут считаться деревьями, например, ива арктическая). Район бухты Фробишер является одним из самых влажных мест Канадского Арктического архипелага (в среднем, 400 мм в год), большая часть осадков выпадает летом. Зимой в городе бывают сильнейшие ветра (до 130 км/ч).
| Показатель                    | Янв.  | Фев.  | Март  | Апр.  | Май   | Июнь  | Июль | Авг. | Сен.  | Окт.  | Нояб. | Дек.  | Год   |
| ----------------------------- | ----- | ----- | ----- | ----- | ----- | ----- | ---- | ---- | ----- | ----- | ----- | ----- | ----- |
| Абсолютный максимум, °C       | 3,9   | 4,4   | 3,9   | 7,2   | 13,3  | 21,7  | 25,8 | 25,5 | 17,2  | 7,3   | 5,6   | 3,4   | 25,8  |
| Средний суточный максимум, °C | −22,5 | −23,8 | −18,8 | −9,9  | −0,9  | 6,8   | 11,6 | 10,3 | 4,7   | −2    | −8,9  | −18,5 | −6    |
| Средняя температура, °C       | −26,6 | −28   | −23,7 | −14,8 | −4,4  | 3,6   | 7,7  | 6,8  | 2,2   | −4,9  | −12,8 | −22,7 | −9,8  |
| Средний суточный минимум, °C  | −30,6 | −32,2 | −28,6 | −19,6 | −7,8  | 0,3   | 3,7  | 3,3  | −0,4  | −7,7  | −16,7 | −26,9 | −13,6 |
| Абсолютный минимум, °C        | −45   | −45,6 | −44,7 | −34,2 | −26,1 | −10,2 | −2,8 | −2,5 | −12,8 | −27,1 | −36,2 | −43,4 | −45,6 |
| Норма осадков, мм             | 21,1  | 15,0  | 21,8  | 28,2  | 26,9  | 35,0  | 59,4 | 65,7 | 55,0  | 36,7  | 29,1  | 18,2  | 412,0 |
| Источник: Environment Canada  |       |       |       |       |       |       |      |      |       |       |       |       |       |

## Население

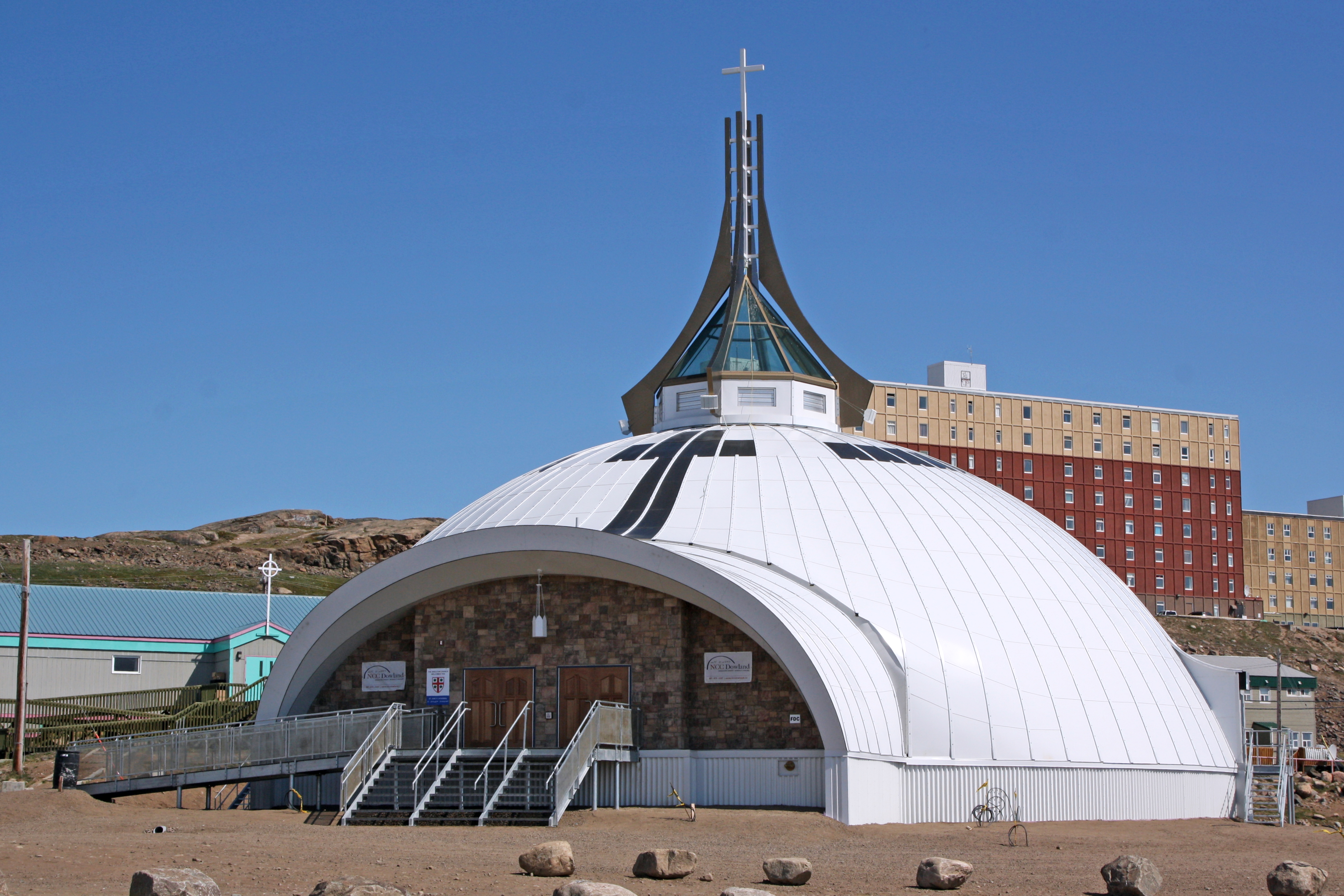
Церковь Св. Фаддея

По данным переписи 2011 года в городе проживало 6699 человек, а по данным переписи 2016 года — уже 7740 человек (70% населения всего острова площадью 0,5 млн км²), что означало увеличение численности населения на 15,5 %. Территория города — 52,5 км², поэтому плотность населения равна 147,4 ч/км². В Икалуите насчитывается 3419 частных домов, из которых 279 заняты обычными жителями. Средняя стоимость этих жилищ составляет 376 639 долларов США, что намного выше, чем в среднем по Канаде — 280 552 доллара. Каждая семья имеет, в среднем, одного ребёнка.
Икалуит стоит особняком в ряду прочих столиц канадских провинций и территорий. Так, он является самой маленькой по числу жителей столицей, но одновременно и самой быстрорастущей. Только в Икалуите белое население составляет меньшинство. Кроме того, из всех канадских столиц город является самым молодым (30,1 года) и одновременно самым криминальным.
Этнический состав населения (по состоянию на 2006 год):
- 59,4 % — коренное население Америки: 1,4 % — индейцы, 1,2 % — метисы, 56,3 % — инуиты;
- 34,3 % — европеоиды (в 1970 г. — 92,3 %);
- 3,0 % — негроиды;
- 2,2 % — выходцы из Юго-Восточной Азии: 2,0 % — филиппинцы;
- 0,9 % — выходцы из Восточной Азии: 0,7 % — китайцы, 0,2 % — корейцы;
- 0,9 % — выходцы из Южной Азии;
- 0,4 % — арабы;
- 0,3 % — латиноамериканцы.

Численность эскимосов стремительно растёт, как по причине очень высокой рождаемости в семьях аборигенов, так и из-за переселения в город жителей отдалённых эскимосских посёлков.
Около 42 % горожан используют дома английский язык, 4 % — французский, остальные — различные эскимосские языки и диалекты.

## Экономика и транспорт
Подавляющее большинство жителей города заняты в государственном секторе — органах власти различных уровней, учреждениях образования и здравоохранения, на военной базе. Город является логистическим центром всей человеческой деятельности в восточной части Канадской Арктики.
Городской аэропорт Икалуит (IATA: YFB, ICAO: CYFB), расположенный на окраине Икалуита, обслуживает регулярные пассажирские рейсы в Оттаву, Монреаль и Йеллоунайф, а также местную авиацию. ВПП аэродрома значительно длиннее (2 623 метра) его потребностей, так как является запасной для самолётов, следующих по трансполярным маршрутам. Длинная ВПП также позволяет использовать этот малозагруженный аэропорт для испытания самолётов в холодных погодных условиях, как это проводилось, например, при тестировании Airbus A380 перед началом его серийного производства.
Завоз грузов, необходимых для жизнедеятельности города, осуществляется летом, когда море свободно от ледяного покрова. Товары перегружаются с кораблей на баржи, поскольку глубина городского порта недостаточна для современных судов. Планы по строительству глубоководного порта находятся в зависимости от результатов ведущейся геологоразведки шельфа.
Зимой местные жители часто переходят по льду на материковую часть Канады через Гудзонов пролив (около 100 километров).
Две попытки (в 1980-х и в 2000-х) запустить в городе автобусный маршрут не увенчались успехом, и в настоящее время общественный транспорт в Икалуите отсутствует.

## Галерея

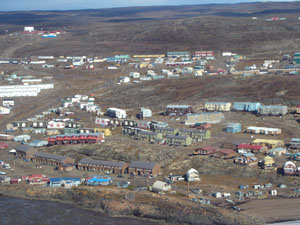
Икалуит с высоты птичьего полёта, ноябрь 2005
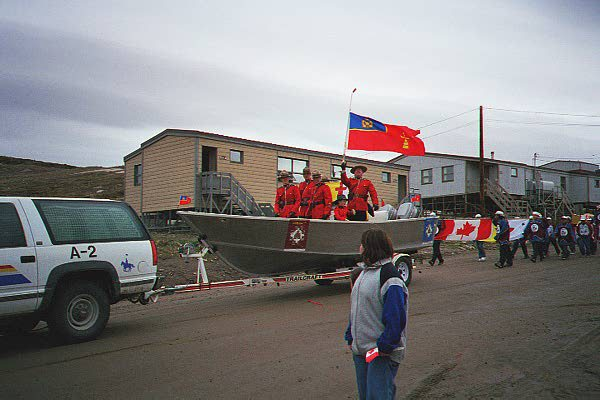
День Канады
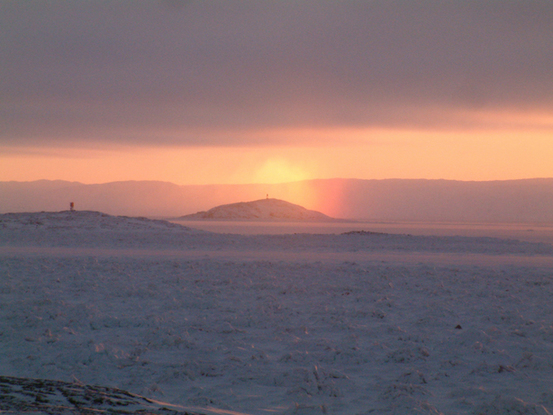
Залив Фробишер в декабре
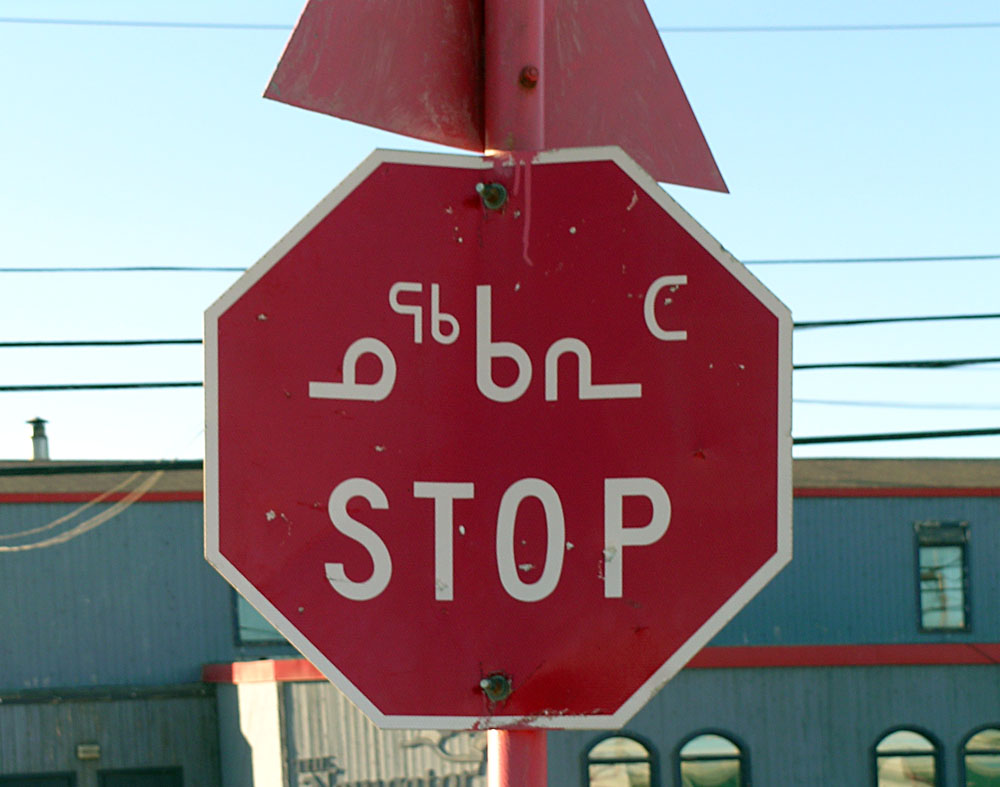
Дорожный двуязычный знак в Икалуите